# هو بینیوان
هو بینیوان (انگلیسی: Hu Binyuan؛ زادهٔ november ۷, ۱۹۷۷ (۴۷ سال)) ورزشکار ورزش تیراندازی اهل چین است.
وی در مسابقات کشوری و بین‌المللی در مجموع برندهٔ ۲ مدال برنز شده‌است.